# James E. Rogan

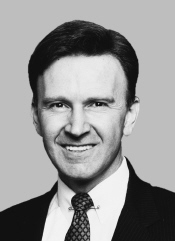
James E. Rogan

James Edward Rogan (* 21. August 1957 in San Francisco, Kalifornien) ist ein US-amerikanischer Jurist und Politiker. Zwischen 1997 und 2001 vertrat er den Bundesstaat Kalifornien im US-Repräsentantenhaus.

## Werdegang
James Rogan besuchte bis 1977 das Chabot Community College in Livermore. Danach studierte er bis 1979 an der University of California in Berkeley. Nach einem anschließenden Jurastudium an der UCLA und seiner 1983 erfolgten Zulassung als Rechtsanwalt begann er in diesem Beruf zu arbeiten. Zwischen 1985 und 1990 war er stellvertretender Bezirksstaatsanwalt im Los Angeles County. Von 1990 bis 1994 amtierte er als städtischer Richter in Glendale. Gleichzeitig schlug er als Mitglied der Republikanischen Partei eine politische Laufbahn ein. In den Jahren 1994 bis 1996 war Rogan Abgeordneter in der California State Assembly. 1996 leitete er dort die republikanische Fraktion. Im August 1996 war er Delegierter zur Republican National Convention in San Diego, auf der Bob Dole als Präsidentschaftskandidat nominiert wurde.
Bei den Kongresswahlen des Jahres 1996 wurde Rogan im 27. Wahlbezirk von Kalifornien in das US-Repräsentantenhaus in Washington, D.C. gewählt, wo er am 3. Januar 1997 die Nachfolge von Carlos Moorhead antrat. Nach einer Wiederwahl konnte er bis zum 3. Januar 2001 zwei Legislaturperioden im Kongress absolvieren. Im Jahr 1998 war er einer der Kongressabgeordneten, die mit der Durchführung des dann gescheiterten Amtsenthebungsverfahrens gegen Präsident Bill Clinton beauftragt waren.
Im Jahr 2000 wurde James Rogan nicht wiedergewählt. Zwischen 2001 und 2004 war er unter der Präsidentschaft von George W. Bush Staatssekretär im Handelsministerium (Under Secretary of Commerce for Intellectual Property) und Direktor des United States Patent and Trademark Office. Seit 2006 ist er Richter am Superior Court of California. Rogan ist seit 1988 verheiratet und Vater von zwei Töchtern.